# Maria Ladvenant i Quirante
Maria Ladvenant i Quirante   (València, 23 de juliol de 1741 - Madrid, 1 d'abril de 1767) va ser una actriu i empresària teatral valenciana.
Provinent d'una família d'actors, va debutar als disset anys com a figurona en la companyia madrilenya de José Parra; va triomfar principalment a Madrid, als teatres i corralas com el Coliseo de la Cruz, el Buen Retiro o el Príncipe, representant obres de Lope de Vega, Rojas, Zorrilla o Calderón, entre d'altres. Aviat va esdevenir primera actriu i també empresària i va fundar la seva pròpia companyia. Va mantenir certa rivalitat amb la també actriu valenciana Mariana Alcázar.
Va casar-se amb l'actor Manuel Rivas, però posteriorment se separaren i va mantenir relacions amb diversos aristòcrates. El 1765 va ser empresonada per una suposada "desatenció a l'autoritat", però va ser alliberada poc després i va tornar als escenaris, malgrat que la salut li va quedar tocada i va morir amb només 26 anys.
La seva mort prematura i el seu talent per a l'escena van fer que aplegués lloances i reconeixement de tots els sectors i en concret de dramaturgs com José Cadalso, Moratín o Jovellanos i, així, esdevingué un veritable mite del teatre del segle xviii.